# Borsele
Borsele ( udtalelse ?) er en kommune og en by, beliggende på Zuid-Beveland i den sydlige provins Zeeland i Nederlandene.
Byen er mest kendt for sin Atomkraftværk Kerncentrale Borssele

## Kernerne
Landsbyen Borssele (skrevet med 2 s'er) i Borsele kommune (skrevet med kun én s).
Borsele Kommunen har følgende kerner: Borssele, Baarland, Driewegen, Ellewoutsdijk, 's-Gravenpolder, 's-Heer Abstkerke, 's-Heerenhoek, Heinkenszand, Hoedekenskerke, Nisse, Oudelande, Ovezande, Nieuwdorp og Lewedorp.